# Lowie Bomans
Lowie Bomans is een personage uit de Vlaamse soap Thuis. Lowie werd in de reeks geboren op 30 mei 2003, maar in 2012 werd dit vervroegd naar 1996. Vanaf zijn geboorte op 30 mei 2003 tot en met 31 december 2007 werd zijn rol gespeeld door verschillende kleine jongens. In 2012 keerde Lowie terug in de serie, ditmaal als volwaardig personage. De rol wordt sindsdien vertolkt door Mathias Vergels. In september 2016 verdween hij voor een half jaar uit de reeks, hij ging studeren in Valencia. Op 13 maart 2017 keerde het personage terug in de serie (aflevering 4166). Uiteindelijk verliet hij de serie op 13 mei 2025 (aflevering 5861), wanneer hij met Polly naar Portugal verhuisd.

## Fictieve biografie
Lowie Bomans wordt geboren op 30 mei 2003 aan het einde van het 8ste seizoen van Thuis. Zijn aandeel blijft beperkt. Hij is vooral een speelbal tussen zijn ouders Luc Bomans en Leontien Vercammen. Nog tijdens de zwangerschap had Luc al een affaire met Isabelle Vinck en hadden ze plannen om Leontien uit de weg te ruimen. Luc koos uiteindelijk voor Leontien. Isabelle deed daarop slaappillen in het drankje van Leontien en zij had daardoor een zwaar auto-ongeval. Later trachtte Isabelle haar nogmaals te vermoorden in een caravanbrand. Isabelle belandt voor enige tijd in de psychiatrie, maar na haar vrijlating bedreigt ze Lowie en ze probeert hem ook nog van een heel hoog appartementsgebouw naar beneden te gooien om hem te vermoorden. Maar dit mislukt, want Femke overtuigt Isabelle om Lowie te laten gaan en ze redt hem van haar en geeft hem terug aan Leontien. Daarna wordt Isabelle voor eeuwig en altijd gearresteerd door de politie en belandt ze voor jaren de gevangenis in. Daarom vluchte Leontien samen met  Lowie voor enkele maanden naar Italië.
Na de terugkomst van Leontien en Lowie wordt Marie Van Goethem regelmatig de oppas van Lowie, maar op een dag heeft Lowie onder haar toezicht bij een speeltuin een ongeval en verliest daarbij een oog waardoor hij een prothese krijgt. Omwille van onder andere dit voorval en het faillissement van Sanitair Vercammen belandt Leontien in een psychiatrische instelling. Ze tracht zelfmoord te plegen wanneer ze verneemt dat haar man Luc nu voor Marie werkt bij Marie Design. Luc start een affaire met Marie en beiden trachten om Leontien voorgoed gek te laten verklaren. Marie doet Leontien en iedereen geloven dat Luc haar verkracht heeft en ze doet daarna ook nog alsof dat ze samen met Leontien Luc vermoord heeft. Leontien denkt natuurlijk dat het allemaal echt is. Luc duikt her en der op als "geest". Frank achterhaalt de waarheid. Met behulp van Frank en Simonne kan Leontien ontsnappen uit de instelling. Ze vlucht met Lowie naar Mexico. Luc tracht hen tevergeefs te zoeken.
Lowie keert als 16-jarige jongen terug in december 2012 nadat Leontien in Mexico gestorven is in een auto-ongeval. Leontien had hem altijd verteld dat zijn vader dood was. Leontien had uit voorzorgen al een testament gemaakt waarin staat dat, wanneer ze komt te sterven voordat Lowie volwassen is, de erfenis moet worden beheerd door Frank en Simonne en dat zij best ook voogd worden. Omwille van de wet komt het beheer van de erfenis toch bij Luc. Lowie beslist ook om bij Luc en zijn vriendin Julia Van Capelle in te wonen. Leontien had ook nog een brief geschreven met daarin het hele verhaal wat Luc en zijn minnaressen haar allemaal hebben aangedaan. Deze brief dient bewaard te worden door Frank en Simonne zonder dat Luc weet wat erin staat.
Nadat Bram Schepers met de noorderzon verdwijnt, worden Lowie en Jana Blomaert een koppel en hebben gemeenschap. Jana vermoedt dat ze zwanger is. Dit wordt bevestigd door dokter Judith Van Santen, maar Bram blijkt de vader te zijn. Desondanks blijven Lowie en Jana een koppel. Dit verandert wanneer Bram plots terug is nadat Franky Bomans hem van de zwangerschap op de hoogte brengt.
Lowie steekt de schuld van de breuk op Franky, met wie hij al eerder in aanvaring kwam. Op een dag mengt Lowie stiekem sterke drank in de frisdrank die hij in Frens, het café van Franky en Jens De Belder, besteld. Hij drinkt zichzelf in een coma en beweert daarna dat Franky hem de drank had gegeven. Omwille van tegenstrijdige verklaringen is er te weinig bewijs en krijgt Frens enkel een administratieve boete.
Lowie krijgt het terug moeilijk wanneer Jana haar ongeboren kind (Jack Schepers) verliest omwille van een koolstofmonoxidevergiftiging ten gevolge van een namaakboiler geplaatst door Sanitechniek. Luc steekt onterecht de volledige schuld van de zwendel in de schoenen van Frank en Eddy Van Notegem. Lowie staat volledig achter zijn vader. Simonne, Frank en Franky vinden dat Luc ook eens mag worden gestraft en besluiten om Leontien haar brief vroegtijdig te bezorgen aan Julia en Lowie zodat zij eindelijk de ware kant van Luc leren kennen. Wanneer Lowie ontdekt dat Luc wel degelijk verantwoordelijk is, wil hij zijn vader niet meer zien en er alles aan doen zodat hij hem niet meer in de weg loopt. Vandaar dat Lowie Luc met een moersleutel op het hoofd slaat. Luc belandt in het ziekenhuis en veinst dat hij geheugenverlies heeft, waardoor de politie Lowie's verklaring in twijfel trekt, ook omdat er meerdere mensen zijn die beweren achter de aanslag te zitten. Uiteindelijk kan Lowie bewijzen dat hij inderdaad de dader was. Luc kan de rechtbank overtuigen dat hijzelf gedeeltelijk verantwoordelijk was voor Lowie's uitval en dat hij daarom geen verdere klacht indient. Daarom krijgt Lowie een werkstraf in de bibliotheek, maar wordt hij ook verplicht om terug bij Luc te wonen. Lowie ziet dit niet zitten. Als oplossing gaat Lowie bij Julia wonen, maar liggen bij Luc wel zijn oude kleren en schoolboeken mocht er controle zijn. Wanneer Lowie verneemt dat Julia en Luc terug een koppel zijn, gaat hij bij Simonne en Frank wonen.
Ondertussen studeert Lowie voor Architect.Hij koopt ook samen met Sam De Witte een huis om te renoveren. Het ene deel van het huis is voor Sam, het andere voor Lowie en Olivia Hoefkens, met wie hij een relatie heeft, en enkele andere kotgenoten. Wanneer Frank Lowie blijft lastigvallen met foto's van de privédetective Thomas Smith en Luc, wil Lowie het fijne hiervan weten en legt zijn vader op de rooster. Luc vertelt hem dat hij Thomas Smith heeft ingehuurd om hem en Leontien op te zoeken in Mexico. Hij zou ze niet gevonden hebben. Lowie neemt contact op met Thomas Smith die hem een minder mooi verhaal weet te vertellen: Thomas heeft Lowie en Leontien effectief gevonden in het Mexicaanse Cuetzalan. Luc is naar dat dorpje afgereisd en heeft Leontien gevraagd om Lowie te zien. Zij vluchtte in een auto. Luc zette de achtervolging in, maar Leontien vloog uit de bocht, stortte in een ravijn en was op slag dood. Luc vertelt dat hij haar heeft proberen te redden, maar volgens Smith zijn verslag zou hij niets gedaan hebben. Lowie wil zijn vader niet meer zien. Niet veel later tracht Luc zich op te hangen, maar hij wordt tijdig gevonden en belandt voor enige tijd in een rolstoel en wordt opgenomen in een revalidatiecentrum.
Olivia is gebuisd en volgt nu een richting als leerkracht lager onderwijs. Haar klasgenoot Arne wordt verliefd op haar, maar zij wijst hem af. Desondanks ontvangt Lowie van een anonieme persoon dagelijks een of meerdere foto's van Olivia en Arne waaruit hij concludeert dat ze wel een relatie hebben. Lowie wordt jaloers en valt Arne zelfs aan. Olivia is het gedrag van Lowie beu en ze verbreekt de relatie.
Op aanraden van een docent beslist Lowie om een jaar in het buitenland te gaan studeren, maar hij keert na een half jaar al terug.

## Stamboom
|  |                          |  |  |  |  |  |  |  |  |  |  |  |  |  |  |  |
|  | 4. † Staf Bomans         |  |  |  |  |  |  |  |  |  |  |  |  |  |  |  |
|  |                          |  |  |  |  |  |  |  |  |  |  |  |  |  |  |  |
|  |                          |  |  |  |  |  |  |  |  |  |  |  |  |  |  |  |
|  | 2. † Luc Bomans          |  |  |  |  |  |  |  |  |  |  |  |  |  |  |  |
|  |                          |  |  |  |  |  |  |  |  |  |  |  |  |  |  |  |
|  |                          |  |  |  |  |  |  |  |  |  |  |  |  |  |  |  |
|  | 5. † Florentine Rousseau |  |  |  |  |  |  |  |  |  |  |  |  |  |  |  |
|  |                          |  |  |  |  |  |  |  |  |  |  |  |  |  |  |  |
|  |                          |  |  |  |  |  |  |  |  |  |  |  |  |  |  |  |
|  | 1. Lowie Bomans          |  |  |  |  |  |  |  |  |  |  |  |  |  |  |  |
|  |                          |  |  |  |  |  |  |  |  |  |  |  |  |  |  |  |
|  |                          |  |  |  |  |  |  |  |  |  |  |  |  |  |  |  |
|  | 6. † Robert Vercammen    |  |  |  |  |  |  |  |  |  |  |  |  |  |  |  |
|  |                          |  |  |  |  |  |  |  |  |  |  |  |  |  |  |  |
|  |                          |  |  |  |  |  |  |  |  |  |  |  |  |  |  |  |
|  | 3. † Leontien Vercammen  |  |  |  |  |  |  |  |  |  |  |  |  |  |  |  |
|  |                          |  |  |  |  |  |  |  |  |  |  |  |  |  |  |  |
|  |                          |  |  |  |  |  |  |  |  |  |  |  |  |  |  |  |
|  | 7. ?                     |  |  |  |  |  |  |  |  |  |  |  |  |  |  |  |
|  |                          |  |  |  |  |  |  |  |  |  |  |  |  |  |  |  |
|  |                          |  |  |  |  |  |  |  |  |  |  |  |  |  |  |  |